# Про закони
Про закони (лат. De legibus) — філософська праця римського письменника Марка Тулія Цицерона (106-43 рр. до н. е.). Цей твір був доповненням до попередньої праці De re publica.

## Час виникнення
Точна дата написання твору невідома. Однак Цицерон згадує в ньому, серед численних інших посилань на історичні події, свою посаду авгура (II, 31), яку він обіймав у 53 році до нашої ери. Крім того, згадується смерть Клодія († 52 р. до н. е.). Отже, цей період може слугувати terminus post quem написання твору. Однак він не міг бути написаний і після 46 року до н. е., що видно з листів Цицерона до Брута. Тому припускають, що Цицерон почав писати її наприкінці 53 року до н. е., але припинив писати на початку 51 року до н. е. (він поїхав у провінцію) і не опублікував твір.

## Форма
De legibus, очевидно, був задуманий як доповнення до De re publica, опублікованого в 51 році до нашої ери. Вона має форму діалогу між Цицероном, його братом Квінтом і другом Аттіком в Арпінумі. Твір написаний у традиції подвійного твору Платона «Політей» і «Номої».
До нас дійшли три книги. Четверта анонсується в третій книзі, а з п'ятої цитується фрагмент Макробія. Як і у Платона, діалог має тривати цілий день. Після V книги настає лише полудень, отже, ймовірно, були заплановані подальші книги.

## Зміст
У «De re publica» Цицерон описав найкращу державу, а тепер він мав намір розібратися з найкращими законами, яка мала випливати з природи людини.
У першій книзі представлена теорія «законів природи», натхненна стоєю, згідно з якою істинний закон відповідає божественному розуму. Оскільки всі люди також розумні, то, тренуючи свій розум, вони можуть зрештою долучитися до божественного розуму і жити згідно з істинним, вічним законом.
У другій книзі ці філософські думки знову піднімаються. Зокрема, пояснюється, що у світі існують фальшиві закони, які не діють за своєю природою і тому не заслуговують на назву «закон». Далі йде рамковий закон про релігію (constitutio religionum), який значною мірою натхненний римською традицією.
Нарешті, у Книзі ІІІ міститься відповідна збірка законів про магістратуру. Закони написані в античному стилі, і кожна з двох збірок супроводжується коментарями, в яких представлені закони розглядаються з різним ступенем вичерпності. Конкретні закони, як правило, спираються на римську традицію, з деякими посиланнями на Платона, а не на теорію природного права, викладену в першій книзі.
Книга IV, очевидно, містила доповнення до Книги III щодо судової системи. Зміст Книги V навряд чи можна реконструювати. Однак можна припустити, що, як і у випадку з Платоном, у ній обговорювалися інші галузі права.

## Згадки
Діалог майже не згадується в античних текстах; виняток становлять Макробій, Лактанцій та Августин. У 5 столітті він був включений до корпусу, з якого були взяті два твори, і лише таким чином переданий нащадкам.

## Український переклад
- Марк Туллій Ціцерон. Про закони. Про державу. Про природу богів. Переклав з латини В. Литвинов. — Львів: Апріорі, 2019. 392 с. ISBN 978-617-629-506-8